# Беспуће
„Беспуће“ је кратки роман српског књижевника Вељка Милићевића. Роман је написан у Лондону, а објављен је први пут у виду наставака током 1906. у часопису „Српски књижевни гласник“. Први пут је штампан у виду књиге у Сарајеву 1912. Сматра се првим модерним романом српске књижевности.
„Беспуће“ приповеда о Гаври Ђаковићу, младом и равнодушном интелектуалцу, који напушта град не би ли се вратио у своје родно село. Међутим, иако је дошао у село, он не успева да се ослободи мрачног распоположења. Главни јунак добија улогу странца међу својима, равнодушног и непознатог човека у некада познатој средини. Гавра Ђаковић припада галерији јунака српске прозе са почетка двадестог века који се називају „људи без корена“ или „дошљаци“. Они осликавају тадашњу особену разломљеност појединца са ових простора између двају светова; патријархалног села и модерног града.
Милићевићев роман је пример чврсте формалне изграђености и строге приповедачке економичности, написан однегованим, зналачким и изграђеним стилом. Градећи строго и доследно роман личности, али и роман атмосфере, писац раскида са традицијом опширног фабулирања и идејом романа као огледала друштва, и окреће се фабули састављеној из статичних догађаја, употреби малог броја ликова и сликању унутрашњих стања главног јунака и његовог доживљаја света.

## Фабула романа
На самом почетку романа Гавро Ђаковић, главни лик романа, налази се у једној загребачкој кафани. Њега је обузела дубоко чама и наједном одлучује да се врати у своје родно село. Међутим, на селу не проналази задовољење. Дочекала га је празна и хладна кућа, те тако као и у граду, њега и на селу тишти тескоба. Препушта се различитим сећањима из свог тужног детињств. Сећа се брата Милана, кицоша и официра, који је извршио самоубиство притиснут дуговима и несрећно занесен неком женом. Сећа се мајка, која је полако умирала услед жалости за мртвим сином. Напослетку, сећа се и свог оца Манојла, шумара који се улагивао претпостављенима, да би немилосрдно прогањао и глобио сељаке.
Гавра се упушта у краткотрајну везу са Јеком, младом сељанком, али му ни то не испуњава живот, те је убрзо одбацује. Када чује певање сељака при жетви, Гавра се пита да ли би му живот био другачији да је остао на селу. Убрзо, у његов дом долазе као станари чешки инжењер Панек и његова ћерка Ирена. Између Ирене и Гавре се развија привлачност и симпатија. Ирена му исповеда своју животну причу и дубок срам који осећа јер јој је мајка побегла са другим човеком. Гавра ипак остаје хладан и не теши је. После одређеног времена отац и ћерка напуштају Гаврин дом, јер је Ирена добила намештење сеоске учитељице. Она очекује од Гавре да је задржи, али он то не чини. Гавра схвата да је у њему нешто умрло и одлучује да прода кућу. У последњем пасусу се читалац обавештава да је Гавра Ђаковић емигрирао у Америку.